# تپه چخناق
تپه چخناق مربوط به سده‌های اولیه دوران‌های تاریخی پس از اسلام است و در شهرستان مشگین‌شهر، بخش مرکزی، دهستان مشکین شرقی، روستای قره درویش واقع شده و این اثر در تاریخ ۲۶ اسفند ۱۳۸۷ با شمارهٔ ثبت ۲۵۸۰۹ به‌عنوان یکی از آثار ملی ایران به ثبت رسیده است.